# Torqeedo
Torqeedo ist ein deutscher Hersteller von elektrischen Antriebssystemen für Boote. Das Unternehmen hat seinen Sitz in Weßling, Landkreis Starnberg und vertreibt seine Produkte international. Torqeedo stellt elektrische Bootsmotoren mit einer Leistungsspanne von 400 Watt bis 100 Kilowatt her.
Torqeedo ist eine Wortkomposition aus den englischen Begriffen „torque“ (=Drehmoment) und „speed“ (=Geschwindigkeit). Torqeedo nimmt für sich in Anspruch, der erste Hersteller zu sein, der elektrische Außenborder mit integrierten Lithium-Ionen-Batterien in Serie produzierte.
Das Unternehmen ist Weltmarktführer für elektrische Außenborder. Neben den rein batterie-elektrischen Außenbordern vertreibt Torqeedo elektrische Innenborder, Pod-Motoren und serielle Hybridsysteme für große Yachten. An den Standorten in Weßling nahe München, Crystal Lake, Illinois (USA) und Bangkok (Thailand) sind ca. 200 Mitarbeiter beschäftigt.

## Geschichte
Torqeedo wurde im Jahr 2005 von den früheren Gardena-Managern Christoph Ballin und Friedrich Böbel in Starnberg gegründet. Die Geschäftsidee entsprang der strikten Zulassungsbeschränkung für Verbrennungsmotoren auf dem Starnberger See. Ballin erhielt für ein Motorboot keine Lizenz und musste es elektrisch antreiben. Man erkannte eine Marktlücke im Bereich der in Serie gefertigten elektrischen Bootsmotoren.
Am Anfang standen tragbare Außenborder mit integrierten Lithium-Ionen-Batterien von 24 bis 48 V, bei denen ein bürstenloser Außenläufer-Motor in einem Gehäuse direkt vor dem Propeller liegt und je nach Modell eine Leistung von 0,54 bis 13,6 PS abgibt. Seit 2009 ist ein Onboard-Computer mit GPS integriert, der eine Vielzahl von Informationen des Elektromotors visualisiert. Seit 2013 werden 345 Volt-Hochspannungsmotoren als Innen- und Außenborder und Saildrive-Antriebe produziert. Auf Basis des Hochspannungssystems liefert Torqeedo auch einen seriellen Hybridantrieb für größere Yachten und den kommerziellen Bootsbetrieb.
2006 wurde das amerikanische Tochterunternehmen Torqeedo Inc. in der Nähe von Chicago, IL gegründet. 2012 zog das Unternehmen wegen des schnellen Wachstums und fehlender Geschäftsräume in Starnberg in das 15 km entfernte Gilching um.
Am 27. September 2017 gab der Motorenhersteller Deutz AG die Übernahme von Torqeedo bekannt, das Unternehmen wurde als Tochterunternehmen weitergeführt.
Wegen des weiteren Wachstums und steigender Mitarbeiteranzahl zentralisierte Torqeedo 2022 die Produktionsstandorte in einem neuen Hauptsitz in Weßling.
Im Januar 2024 wurde das Unternehmen an Yamaha Motor verkauft.

## Technik

### Elektromotoren

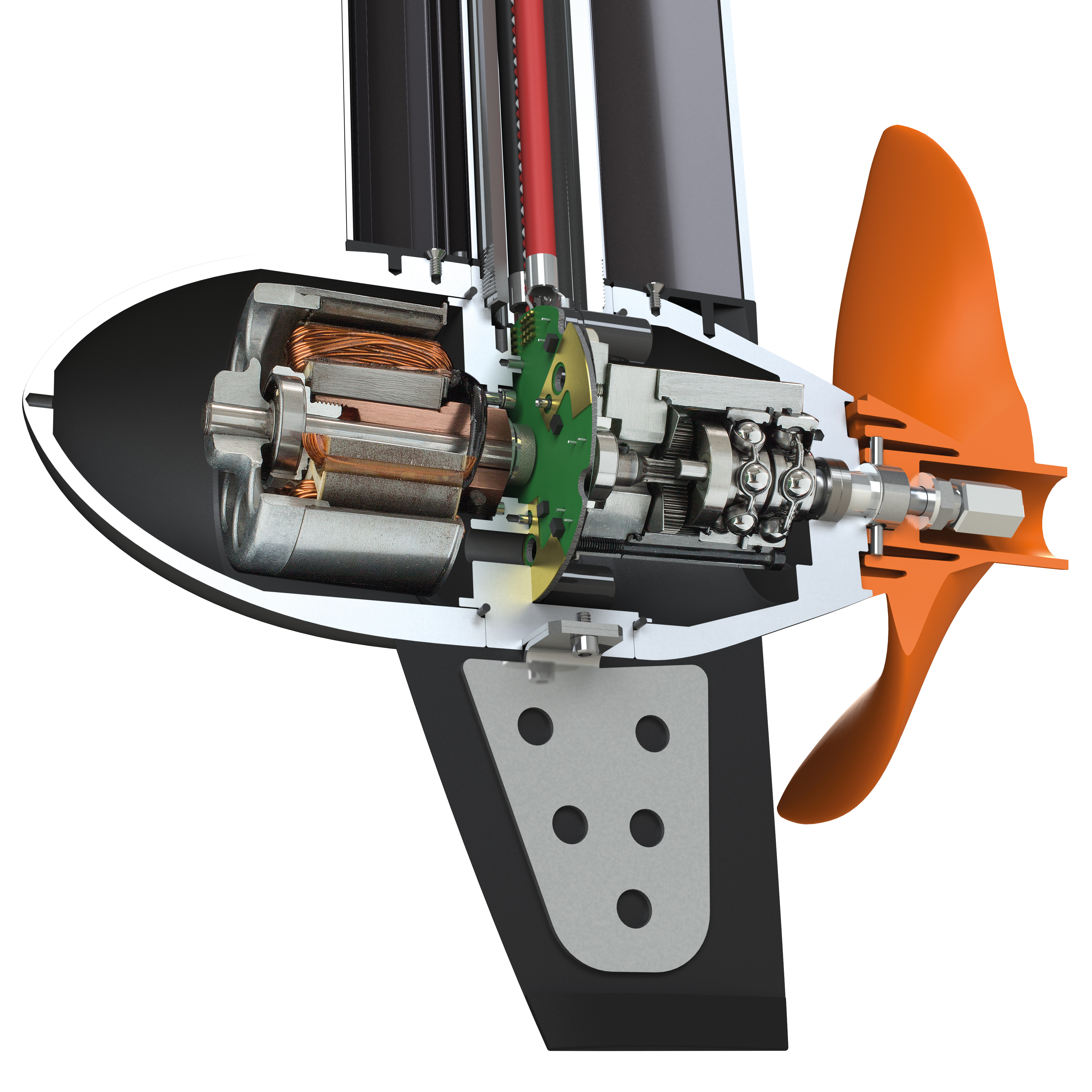
Durchschnitt durch einen bürstenlosen, elektrischen Bootsmotor

Bei den Motoren handelt es sich um bürstenlose Außenläufermotoren mit Seltenerdmagneten. Es sind synchrone, elektrisch kommutierte Radialflussmotoren, die in den Niederspannungsmodellen bis 12 kW ohne eigenes Kühlsystem auskommen. Die Niederspannungsmotoren sind in einem Gehäuse direkt vor dem Propeller untergebracht, liegen also am Ende des Außenborderschaftes. Die Kraft der Elektromotoren wird von einem Planetengetriebe auf die Welle und den Propeller übertragen. Im Gegensatz dazu liegen die extern zu kühlenden Hochspannungsmotoren nicht unter der Wasseroberfläche, sondern werden im „Powerhead“ des Außenborders bzw. im Bootsinneren bei einem Innenborder installiert.

### Batterietechnik
Torqeedo bietet selbst Lithium-Ionen-Batterien an. Die Hochspannungssysteme verwenden Sekundärbatterien mit einer Nennspannung von 345 V. Sie wurden ab 2013 gefertigt. Seit Ende 2016 kommen angepasste BMW i Hochspannungsbatterien aus deutscher Fertigung, die auch im BMW i3 Verwendung finden, zum Einsatz. Die kleineren Motorsysteme mit einer Leistung von bis zu 12 kW nutzen Niederspannungsbatterien. Sie bestehen aus einer Vielzahl von Rundzellen des Formfaktors 18650 und haben eine Nennspannung von 24 bis 48 V. Diese Zellenform ist in der Industrie weit verbreitet. Torqeedo verbindet jede einzelne Zelle mit einem selbst entwickelten Steuer- und Sicherheitsmodul. Dieses Batteriemanagementsystem schützt die Zellen vor unterschiedlicher Entladung der einzelnen Zellen und vor Kurzschlüssen. Dies verlängert die Lebensdauer. Die Hochspannungsbatterien benötigen aufgrund der Wärmeentwicklung ein eigenes Kühlsystem. Alle angebotenen externen Batterien können auch im Verbund parallel geschaltet werden, um die Reichweite des Antriebs zu verlängern. Die Akkumulatoren sind nach der Schutzart IP67 ausgeführt, sodass sie gegen zeitweiliges Untertauchen dicht sind.

## Produkte
Torqeedo gibt für seine Motoren eine „Äquivalenzleistung“ an, die sich auf ähnliche Verbrennungsantriebe beziehen soll. Dadurch ergeben sich PS-Angaben, die höher als die vom Elektromotor bereitgestellte Antriebsleistung sind. Torqeedo begründet dieses Vorgehen, das z. B. einen Elektromotor mit 2,72 PS (2 kW) elektrischer Leistung mit einer „Äquivalenzleistung“ von 6 PS bewirbt, mit dem besseren Wirkungsgrad und Drehmoment seiner Elektroantriebe.

### Niederspannungssysteme

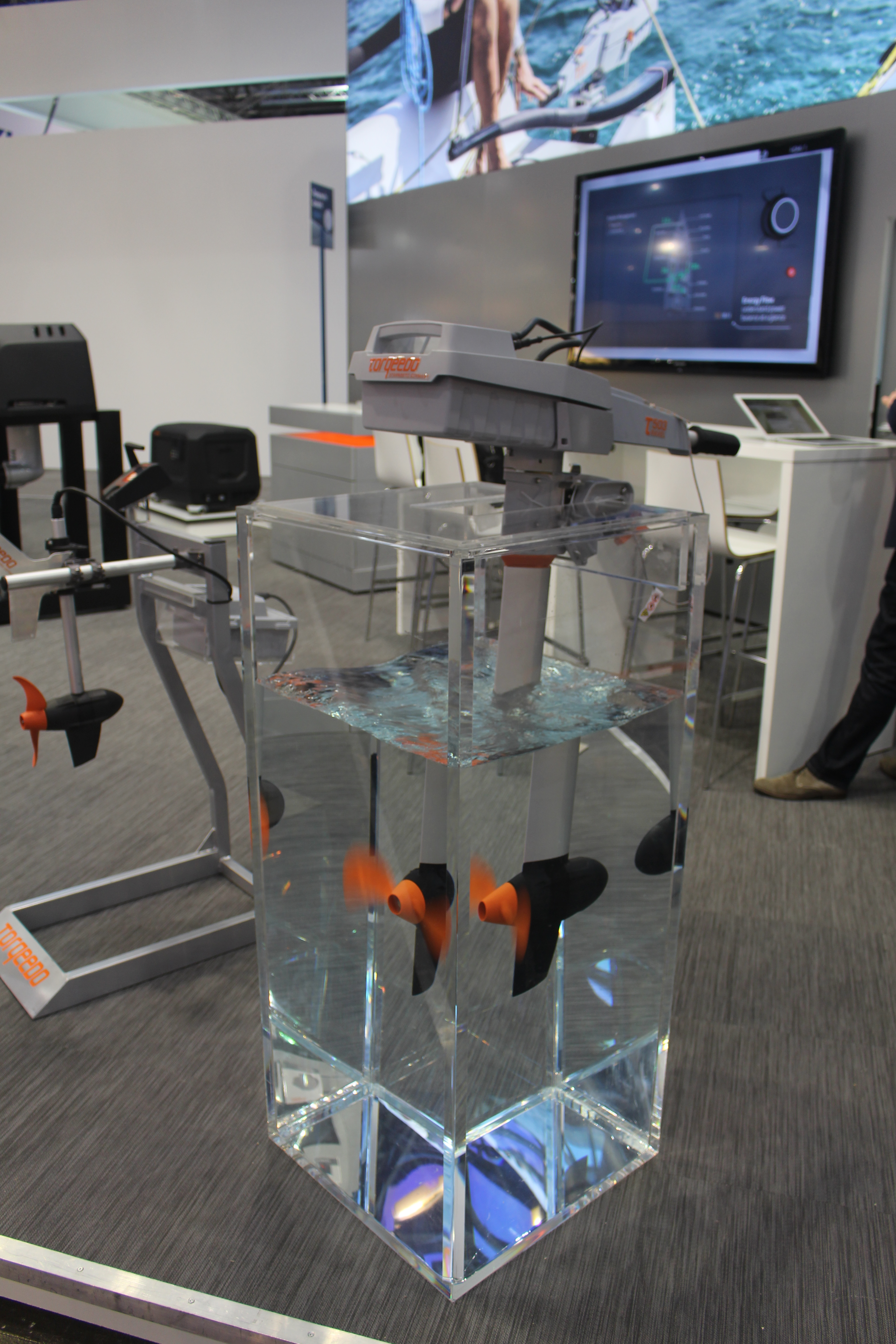
Elektrischer Bootsmotor TRAVEL für Segelboote und Beiboote, 1,36 PS

Die Niedervoltmotoren von Torqeedo bieten eine Leistung von 1 bis 25 PS.
Der kleinste Motor namens Ultralight ist ein 400 W-Kajak-Motor, der hauptsächlich für Sportfischer, aber auch im Touring-Bereich angeboten wird. Er hat eine externe Lithium-Ionen-Batterie und einen Ferngashebel mit integriertem Bordcomputer.
Das Modell Torqeedo Travel mit 600 W oder 1100 W wird von Torqeedo mit 2 bzw. 3 PS „Äquivalenzleistung“ beworben und hat eine integrierte Lithium-Ionen Batterie mit bis zu 915 Wh Kapazität. Der Bordcomputer befindet sich hierbei – wie bei allen Versionen mit Pinne – in der Pinne selbst. Der 11,3 kg schwere Motor ist vor allem für Sportsegler als sogenannter Flautenschieber, aber auch als Beibootmotor gedacht.

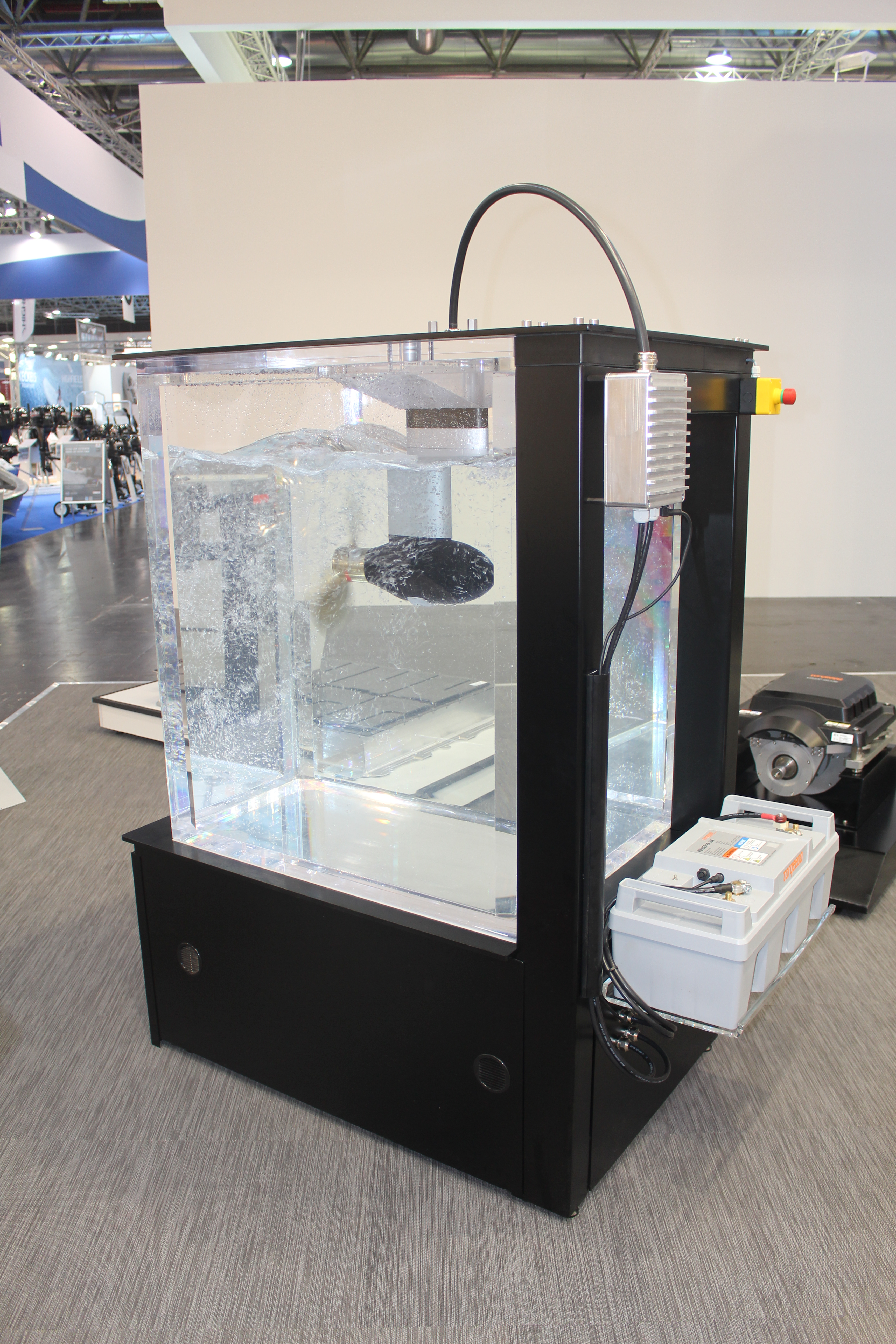
Elektrischer Bootsmotor CRUISE FP für Segelboote, Pod-Motor, 5,44 PS

Die Motoren der 2009 eingeführten Cruise Reihe werden von einer externen Lithium-Ionen-, Gel- oder AGM-Batterie gespeist und mit 6 PS (3 kW), 9,9 PS (6 kW) und 25 PS (12 kW) angeboten. Diese Werte entsprechen laut Hersteller den Leistungen von 5, 8 und 20 PS eines klassischen Außenborders. 2016 wurde die Produktreihe um Pod-Motoren, die unter den Bootsrumpf geflanscht werden, erweitert. Sie entsprechen im Leistungsspektrum den Cruise-Modellen.

### Hochspannungssysteme

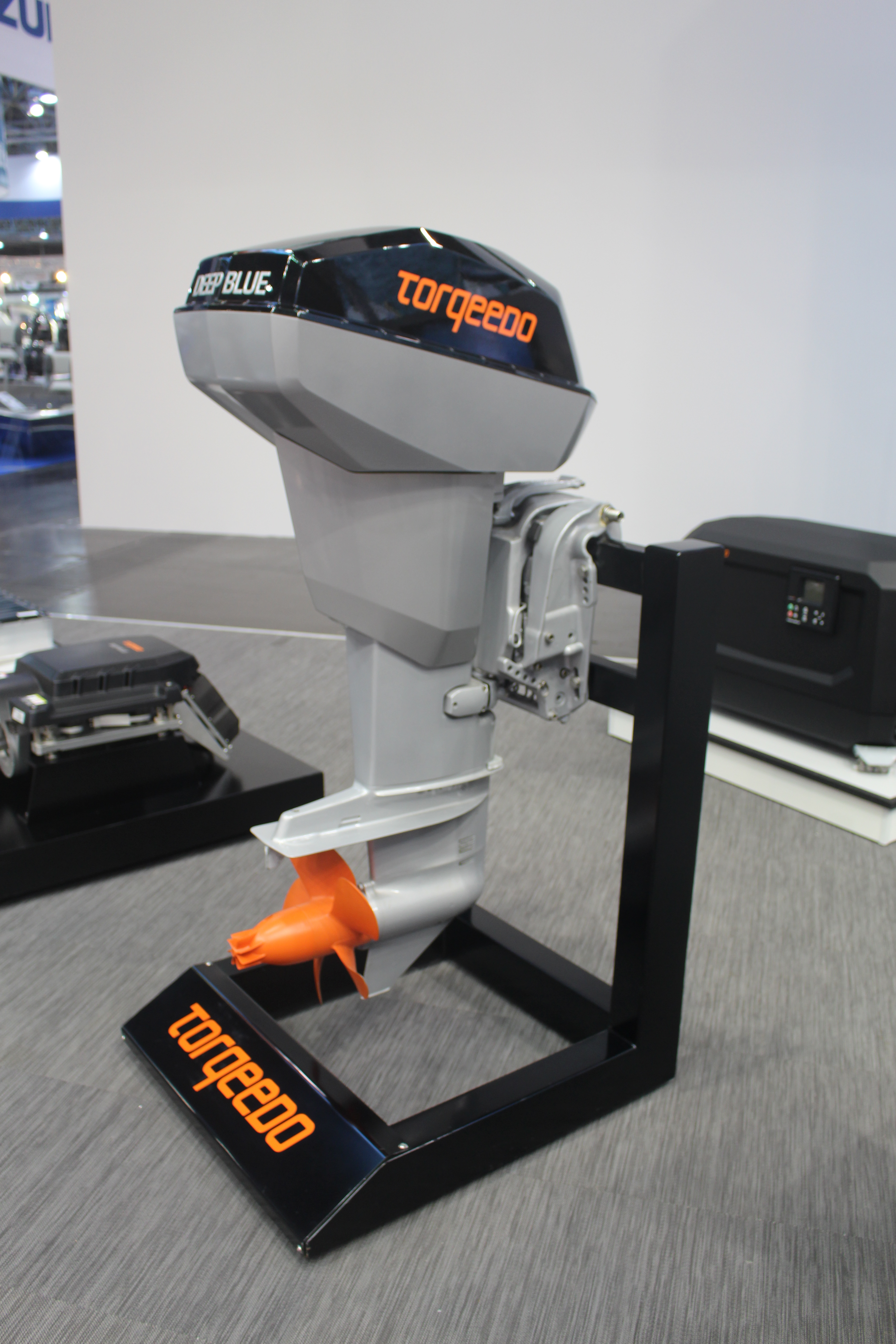
Elektrischer Außenborder DEEP BLUE für Motorboote, 50 kW

Im Jahr 2013 stellte das Unternehmen Hochspannungsantriebssysteme unter dem Namen Deep Blue vor. Die zunächst als Innen- und Außenborder erhältlichen Motoren leisten 34 PS (25 kW), 68 PS (50 kW) oder 134 PS (100 kW), was Torqeedo als äquivalent zu 40, 80 bzw. 150 PS ansieht. Neben den Außenbordern werden auch Innenbordervarianten für Boote mit Wellenantrieb angeboten. Dazu wurde eine passende marinefähige Hochspannungsbatterie mit 12,8 kWh entwickelt. Seit Ende 2016 kommen eigens angepasste BMW i Hochspannungsbatterien zum Einsatz. Um die Reichweite zu verlängern, können mehrere Batterien kombiniert werden. Die Motoren können auch als Twin-System genutzt werden. Es können Lasten von bis zu 60 Tonnen bewegt oder Wasserskiboote ins Gleiten gebracht werden. Die Hochspannungsmotoren sind (Stand Feb. 2017) die stärksten elektrischen Bootsmotoren aus Serienproduktion für den Freizeitbereich.
Seit 2016 gibt eine Saildrive-Version für größere Segelyachten. Sie basiert auf der 40 PS-Variante des Innenborders.

### Hybridsysteme
Zusätzlich zu den rein batterieelektrischen Antrieben bietet Torqeedo auch ein serielles Hybridsystem für größere Yachten an. Generatoren laden je nach Bedarf die Akkumulatoren auf oder halten deren Ladestand. Somit kann die Reichweite des Systems deutlich erhöht werden. Neben den konventionellen Dieselgeneratoren lassen sich die Batterien auch durch Rekuperations- und Solarenergie laden. Antriebsseitig verwendet das System die Deep Blue-Motoren. In Doppelmotorisierung werden so 2 × 68 PS (50 kW) realisiert, was als äquivalente Gesamtleistung von 160 PS beworben wird.

## Elektromobilität für Boote
Ihr ursprüngliches Einsatzgebiet haben elektrische Bootsantriebe auf geschützten Seen. Für viele Seen, wie beispielsweise Starnberger See oder Ammersee, gibt es nur eine eng begrenzte Anzahl an Zulassungen für Motorboote mit Verbrennungsmotoren, aber keine Beschränkungen für Boote mit Elektroantrieben. Die konstante Weiterentwicklung der Batterietechnologie führte dazu, dass elektrische Bootsantriebe heute auch außerhalb von geschützten Wasserstraßen eine Alternative sind. Vor allem in sensiblen Ökosystemen wie der Antarktis und dem Amazonas können elektrische Bootsmotoren die Gewässer schonen. Die größten Vorteile für die Umwelt sind bei Elektromotoren der fehlende Ausstoß von Abgasen, die geringere Lärmentwicklung sowie kein Risiko von Ölverlusten.

## Trivia
In der James Bond Verfilmung „Spectre“ ist zu sehen, wie der Titelheld mit einem Beiboot über einen See fährt, das von einem Torqeedo Travel angetrieben wird.